# Селница Псарјевачка
Селница Псарјевачка (хрв. Selnica Psarjevačka) је насељено место у саставу града Свети Иван Зелина, Загребачка жупанија, Хрватска.

## Историја
До територијалне реорганизације у Хрватској била је у саставу старе општине Свети Иван Зелина.

## Становништво
У попису становништва из 2011. године, Селница Псарјевачка је имала 223 становника.
| Број становника према пописима | Број становника према пописима | Број становника према пописима | Број становника према пописима | Број становника према пописима | Број становника према пописима | Број становника према пописима | Број становника према пописима | Број становника према пописима | Број становника према пописима | Број становника према пописима | Број становника према пописима | Број становника према пописима | Број становника према пописима | Број становника према пописима | Број становника према пописима |
| ------------------------------ | ------------------------------ | ------------------------------ | ------------------------------ | ------------------------------ | ------------------------------ | ------------------------------ | ------------------------------ | ------------------------------ | ------------------------------ | ------------------------------ | ------------------------------ | ------------------------------ | ------------------------------ | ------------------------------ | ------------------------------ |
| 1857                           | 1869                           | 1880                           | 1890                           | 1900                           | 1910                           | 1921                           | 1931                           | 1948                           | 1953                           | 1961                           | 1971                           | 1981                           | 1991                           | 2001                           | 2011                           |
| 0                              | 0                              | 0                              | 0                              | 0                              | 0                              | 0                              | 0                              | 0                              | 0                              | 0                              | 177                            | 148                            | 157                            | 233                            | 223                            |

Напомена: Насеље Селница Псарјевачка настало је после пописа из 1961. из дела насеља Горње Псарјево које садржи податке до 1961. године. Године 1991. насељу је припојен део атара насеља Бишкупец Зелински. Све до 1981. подаци за тај део налазе се у насељу Бишкупец Зелински.